# 槇みちる
まき みちる（1947年3月7日 - ）は、日本の女性歌手。1960年代を代表するアイドル的な存在であり、現在はCMソングなどのスタジオ・ワークを中心に活動する。2005年までの芸名は槇 みちる（読みは同じ）。本名は分家 真理子（ぶんけ まりこ）、旧姓は岩村。大阪府出身。
同じく歌手として活動するぶんけかなは長女。

## 来歴・人物
- 1962年に大阪のジャズ喫茶に出演。翌1963年に上京し、1965年に渡辺プロダクションに注目されスカウトされた。同年1月、日劇で行われた『クレージー・キャッツ、ザ・ピーナッツ・ショー』でデビュー。
- TVオーディション番組での入賞を経て、1965年、洋楽に日本語詞をつけた（当時、このスタイルが流行していた）、ペギー・マーチのヒット曲のカヴァー「可愛いマリア」でレコードデビュー。翌1966年には「若いってすばらしい」（作詞：安井かずみ、作・編曲：宮川泰）が大ヒットを記録[3]。1969年、第1回合歓ポピュラーフェスティバルに出場し、後にスタンダード・ナンバーとなる「片想い」を披露する。1970年に引退。
- その後、スタジオ・ミュージシャンとして歌手活動を再開し[2]、CMなどを中心に幅広い活躍をする。唄ったCMソングは2000曲以上[3]。東京ディズニーランドなどのテーマパーク内で流れる曲も唄っている。また、伊集加代子率いるシンガーズ・スリーの一員として活動していた時期もあり、岩崎宏美「ロマンス」「霧のめぐり逢い」、オリエンタル・エクスプレス「セクシー・バス・ストップ」、西城秀樹「ラストシーン」、山口百恵「しなやかに歌って」、沢田研二「サムライ」、桜田淳子「リップスティック」、甲斐バンド「安奈」、ピンク・レディー「モンスター」など、数多くの楽曲のバックコーラスに参加している。
- 上記の通り、中尾ミエや中森明菜の歌唱で知られる「片想い」を最初に唄った歌手であり、1969年11月1日にシングル『鈴の音がきこえる』のB面としてリリースした。
- 2005年12月31日にテレビ東京が放送する毎年恒例の歌番組『年忘れにっぽんの歌』に出演し、引退後初めて「若いってすばらしい」のフルコーラスをテレビで披露した。
- 2006年、芸名をこれまでの「槇みちる」から平仮名読みの「まきみちる」に改称し、自身の初のアルバムとなるフランク・シナトラへのトリビュート・アルバム『マキズ・バック・イン・タウン!』を「リリースし、これを切掛けに、それまでもマイペースで行ってきたライブ活動をより活発化させている。
- 2010年7月20日、『NHK歌謡コンサート』（NHK総合）に生出演。
- 2012年8月18日、『第44回思い出のメロディー』（NHK総合）に出演。
- 2012年8月、『第10回ミッツ・マングローブの歌声デート』（スカパー歌謡ポップスチャンネル）に出演[4]。
- 2012年10月11日、ゆうぽうとで開催された『秋の歌謡フェスティバル』に出演。
- 2019年、アルバム『マイ・ソングス・フロム・ニューヨーク』をリリース。

## ディスコグラフィー

### シングル
- 可愛いマリア／若草の恋 (1965年3月、ビクター、SPV-41)
- 青空に両手を／花咲く丘に涙して (1965年9月、ビクター、SPV-49）
- トマト・ジュース乾杯／ラ・ヴィ・サン・トワ (1965年10月、ビクター、SPV-53）
- 若いってすばらしい／消えた涙 (1966年4月、ビクター、SV-377）
- 恋ってすてきよ／二人のハート (1967年5月、ビクター、SV-554）
- シュガータウンは恋の街／狂ったハート (1967年7月、ビクター、SPV-79）
- 恋はす早く／ブルー・エンジェル (1968年7月、東芝、TP-2014）
- いじわるね／愛のすべて(1969年1月、東芝、TP-2099）
- 鈴の音がきこえる／片想い (1969年11月1日、東芝、TP-2219）

### アルバム
- マキズ・バック・イン・タウン!（2006年、Sinatra Society of Japan 原盤、YKCJ-401、「まきみちる」名義）
演奏：エリック宮城オールスター・ビッグバンド[5]
- マイ・ソングス・フロム・ニューヨーク（2019年、OTTAVA Records、OTTAVA－10001、「まきみちる」名義）[6][7][8]

### CM
- ビオレ
- Yahoo!BB
- ヨコハマタイヤ
- はちみつレモン（サントリーフーズ）
- ケンタッキーフライドチキン
- スコッティ
- デコデコクール
- AGF
- コカ・コーラ
- 三栄（麻雀用具）
- アスタリューション（コーセー）
- レディーボーデン
- ムーニー

など多数

### 店内BGM
- 寿屋愛唱歌 あなたの街の寿屋

### テーマパーク
- 東京ディズニーランド
- 東京ディズニーシー
- サンリオピューロランド
- 志摩スペイン村

### その他
- できるかな （『できるかな』 テーマ曲）
- きんこんかんのうた（『ひらけ!ポンキッキ』）
- ねむねむのひつじ（『ひらけ!ポンキッキ』）（1985年8月発売『ひらけ!ポンキッキ 最新ヒットアルバム ガチョウの物語〜ポンキッキ?たいそう』（キャニオン C20G0402）収録。ぶんけかなと共演）
- てんしのおしっこ（『ひらけ!ポンキッキ』）（1988年発売。ぶんけかなと共演）
- parararan ※TRACK16 (『澤野弘之 / 連続テレビ小説 まれ オリジナルサウンドトラック 2』) ※ボーカル参加

## 主な出演作品

### テレビドラマ
- いとはんと丁稚どん（1965年 - 1967年）
- ウルトラマン 第5話「ミロガンダの秘密」（1966年）- 山田博士の助手・槇

### 映画
- わんぱくパック まなつのよるのゆめ（1977年）

### 舞台
- 日劇クレージー・キャッツ、ザ・ピーナッツ・ショー
- ミュージカル『青春の歯車』- 主演